# Samuel Czarliński
Samuel Czarliński herbu Sówka – sędzia tczewski w latach 1676–1688, ławnik tczewski w latach 1664–1676, wojski dorpacki w latach 1650–1674.
Poseł na sejm konwokacyjny 1668 roku z powiatów: gdańskiego i tczewskiego. Jako poseł na sejm elekcyjny 1669 roku z województwa pomorskiego był elektorem Michała Korybuta Wiśniowieckiego z województwa pomorskiego w 1669 roku. Poseł na sejm nadzwyczajny 1670 roku z powiatów: gdańskiego i tczewskiego. Poseł sejmiku stargardzkiego na sejm koronacyjny 1676 roku, sejm 1681 roku, sejm 1683 roku, sejm 1685 roku.